# Président de la république des Palaos
Le président de la république des Palaos (en paluan : Merredel er a Belau ; en anglais : President of the Republic of Palau) est le chef de l'État et chef de gouvernement des Palaos.

## Élection
Le président de la république des Palaos est élu au scrutin uninominal majoritaire à deux tours pour un mandat de quatre ans renouvelable une seule fois de manière consécutive,.
Afin de pouvoir prétendre à la fonction de président, un candidat doit être citoyen des Palaos, avoir au moins 35 ans et avoir été résident des Palaos tout au long des 5 ans précédant l’élection.

## Sources